# La congiura dei Borgia
La congiura dei Borgia è un film italiano del 1959 diretto da Antonio Racioppi.